# Pullman-Express

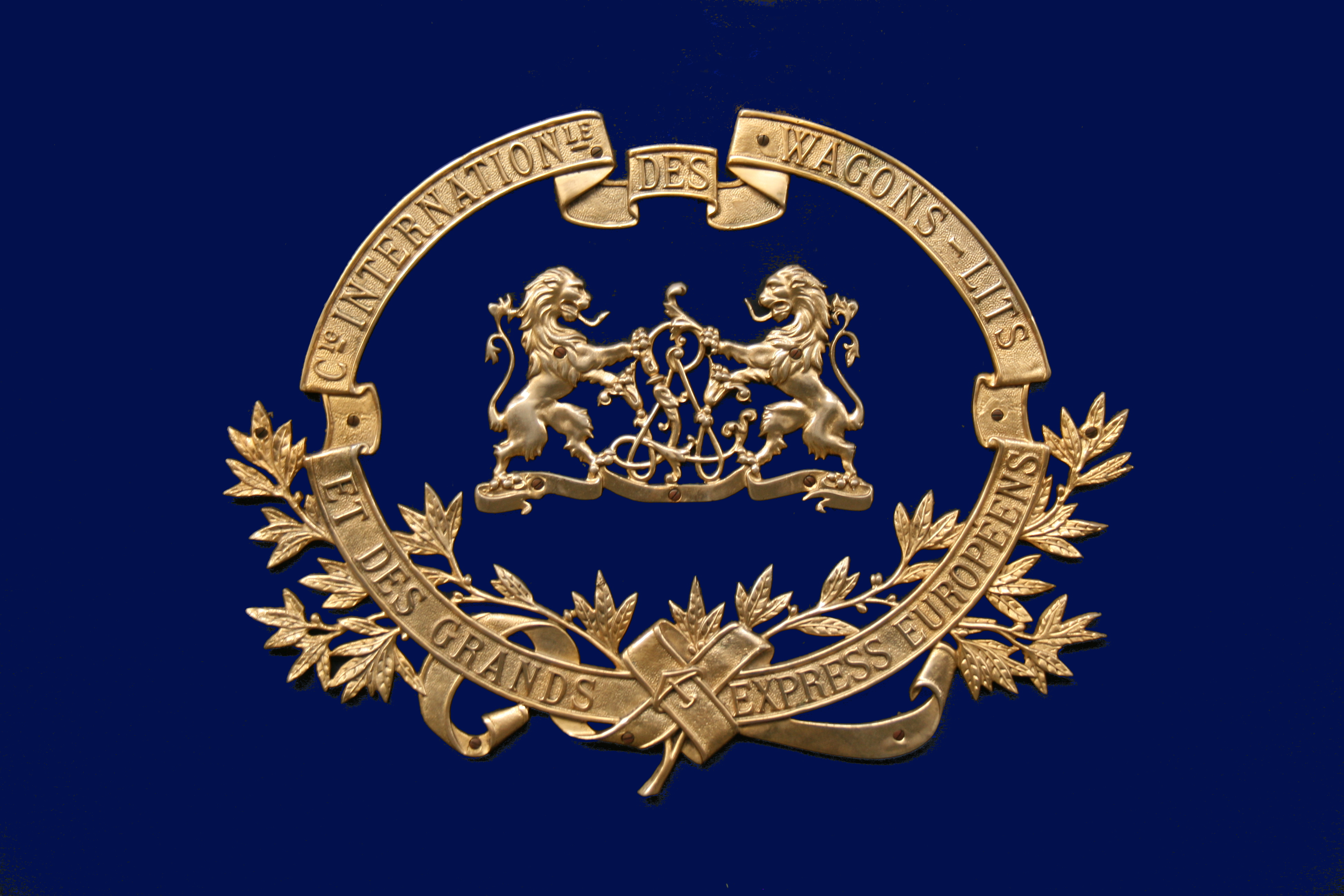
Das Emblem der CIWL

Als Pullmanzug oder Pullman-Express wurden aus Pullmanwagen bestehende luxuriöse Schnellzüge im Tagesverkehr bezeichnet, die durch die Compagnie Internationale des Wagons-Lits (CIWL) zwischen 1926 und dem Beginn des Zweiten Weltkriegs 1939 in verschiedenen europäischen Ländern betrieben wurden. Sie gehörten zur Zuggattung der Luxuszüge und verkehrten auf kürzeren Strecken, die an einem Tag zurückgelegt werden konnten. Luxuszüge auf längeren Strecken mit Schlafwagen, Speisewagen und Salonwagen, die über Nacht verkehrten, wurden nicht als Pullman-Express bezeichnet.

## Vorgeschichte
Die CIWL betrieb nach ihrer Gründung 1876 zunächst einzelne Schlaf- und Speisewagen, die normalen Schnellzügen der europäischen Bahnverwaltungen beigestellt wurden. Mit Einführung des Orient-Express 1883 begann die CIWL darüber hinaus ein Netz an Luxuszügen aufzubauen, die aufgrund der langen Distanzen und der erforderlichen Nachtfahrten zunächst ausschließlich aus Schlaf- und Speisewagen sowie Gepäckwagen bestanden. Sehr bald entstand bei der wohlhabenden Kundschaft der CIWL auch der Wunsch nach komfortablen Wagen und Zügen für Fahrten während des Tages. Die Gesellschaft reagierte darauf zunächst mit Einführung einzelner Salonwagen, die einigen Luxuszügen auf einzelnen Tagesstrecken angehängt wurden. Den ersten reinen Salonwagenzug führte die CIWL im Jahr 1886 auf der Strecke von Paris zum Seebad Trouville ein. Die eingesetzten Salonwagen waren Abteilwagen mit besonders großzügig und luxuriös gestalteten Abteilen.
Schon ab 1874 hatte die amerikanische Pullman Palace Car Company damit begonnen, auch in Europa erste Pullmanwagen als Schlaf- und Salonwagen einzusetzen. 1874 fuhr der erste fahrplanmäßige Zug mit Pullmanwagen zwischen London und Bradford auf den Strecken der Midland Railway. Im gleichen Jahr kamen erste Wagen von Pullman auch auf den Strecken der italienischen SFAI zum Einsatz. Wagen auf französischen Bahnen wie der Nordbahn folgten. Der CIWL gelang es allerdings, mit den meisten Bahnen auf dem europäischen Festland Exklusivverträge abzuschließen, so dass Pullman sich 1886 aus dem dortigen Geschäft zurückzog und nur mehr in Großbritannien aktiv blieb.
Nach dem Tod des Firmengründers verlor die Pullmangesellschaft auch allmählich das Interesse am Geschäft in Großbritannien, zumal viele Bahngesellschaften inzwischen zum Einsatz eigener Schlaf- und Speisewagen übergingen. 1906, nach anderen Angaben erst 1908, erwarb der britische Verleger und Politiker Davison Dalziel, der seit 1903 Mitglied im Verwaltungsrat der CIWL war, die britische Pullmangesellschaft von der amerikanischen Mutterfirma, sowohl den Wagenpark als auch die noch laufenden Verträge mit den Bahngesellschaften. Vor allem erhielt er das Recht, seine Wagen und Züge mit dem Namen „Pullman“ zu bezeichnen und den Namen auch in ganz Europa entsprechend zu verwenden.  Probeweise setzte die CIWL 1908 einige englische Pullman-Salonwagen ein, es blieb allerdings bei diesem Versuch.
Ab 1919 war Dalziel Vorsitzender des CIWL-Verwaltungsrates. 1925 verkaufte er die Mehrheit der britischen Pullman Car Company an die CIWL – die Pullmangesellschaft ging damit in den Besitz ihres früher größten Konkurrenten über. Diese Besitzverhältnisse wurden allerdings bis Mitte der 1970er Jahre seitens der CIWL verschwiegen, offiziell arbeiteten beide Firmen lediglich freundschaftlich zusammen.
Nach der Übernahme der Pullmangesellschaft hatte Dalziel zudem das Netz seiner Wagen- und Zugläufe erweitert. Dazu zählten auch verschiedene Tageszüge nur mit Pullmanwagen wie etwa der Brighton Belle zwischen London und Brighton. Charakteristisch für die Wagen war die Gestaltung als salonartiger Großraum und der Am-Platz-Service, für den ein Teil der Wagen Küchen erhielt. Dalziel drängte die CIWL, vergleichbare Züge auf dem Kontinent einzuführen, der Erste Weltkrieg stoppte jedoch sämtliche Aktivitäten in die Richtung, die CIWL musste 1914 ihre Luxuszüge mit wenigen Ausnahmen einstellen.

## Pullman-Express-Züge von 1925 bis 1939

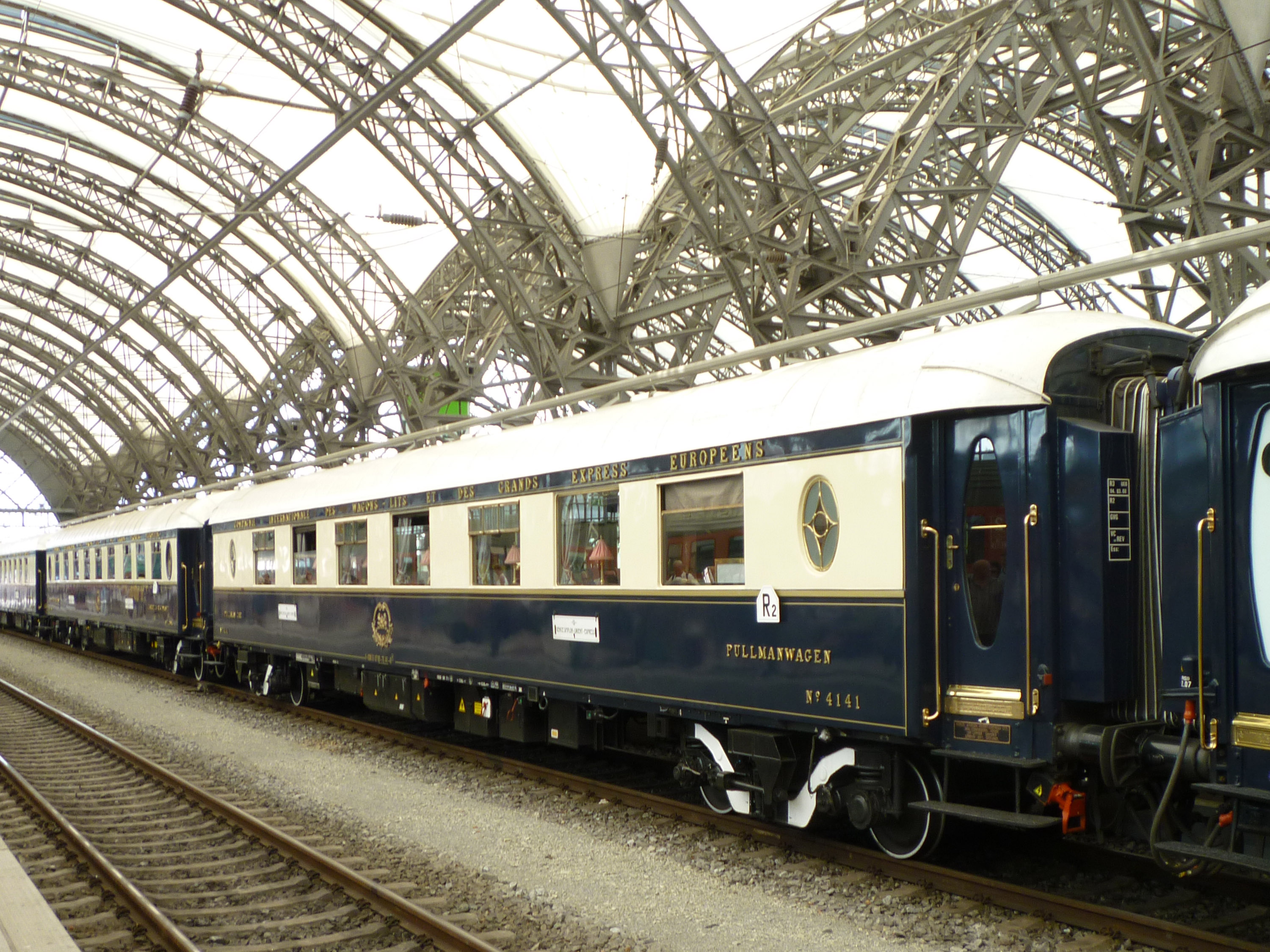
Pullmanwagen der CIWL, inzwischen im Venice Simplon-Orient-Express eingesetzt

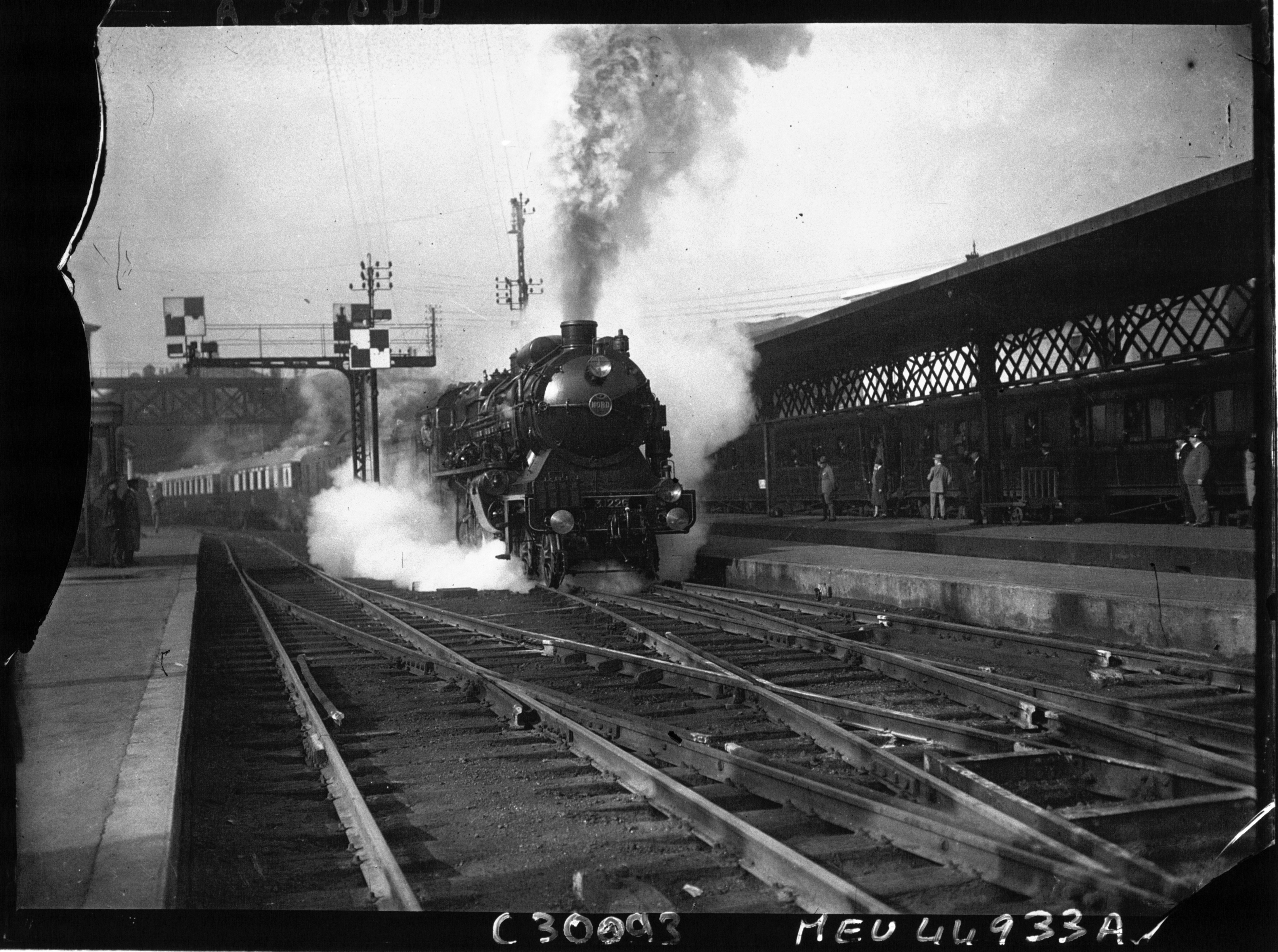
Erste Abfahrt des „Flèche d’Or“ in Paris, 1926

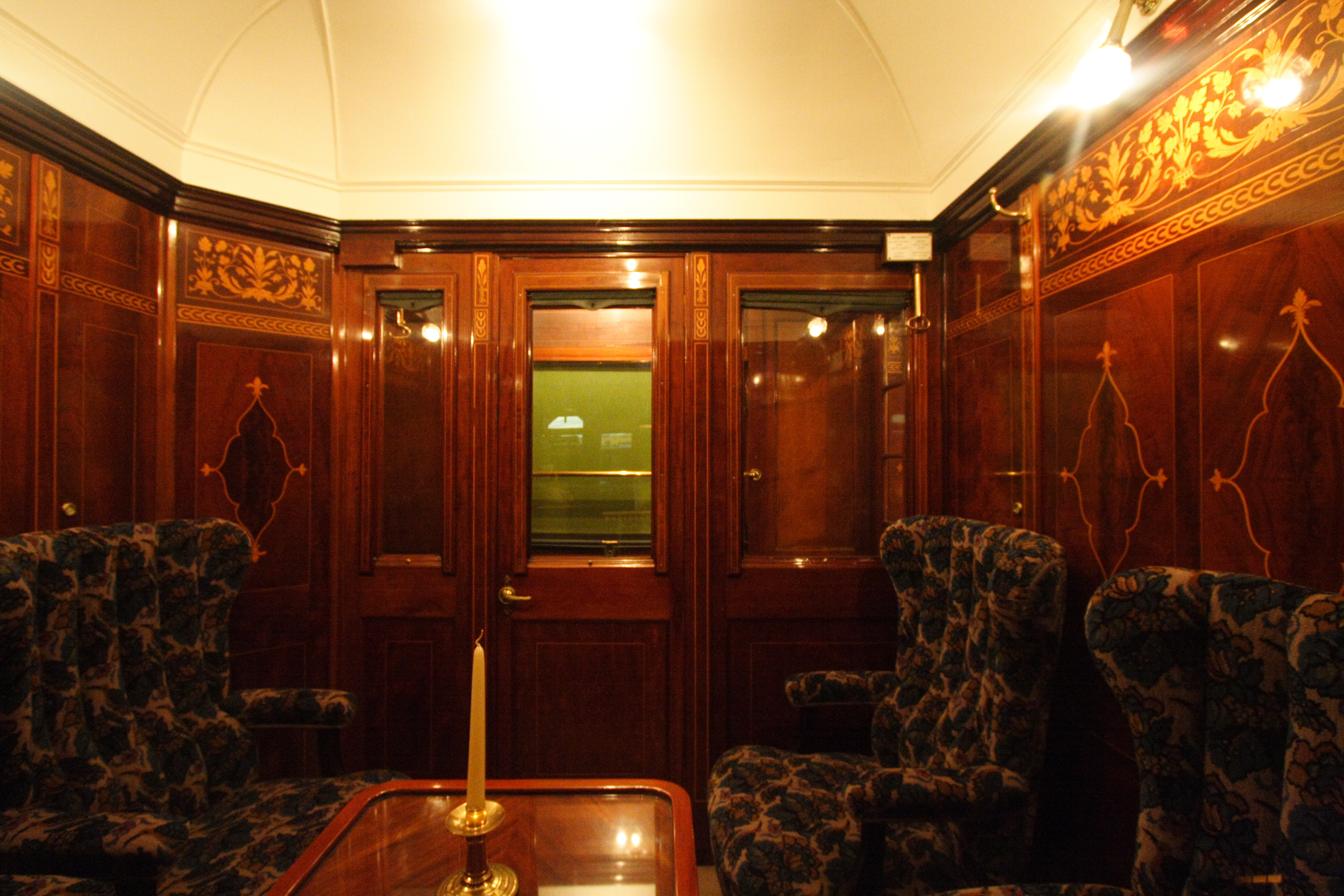
Abteil 1. Klasse im CIWL-Pullmanwagen 4018

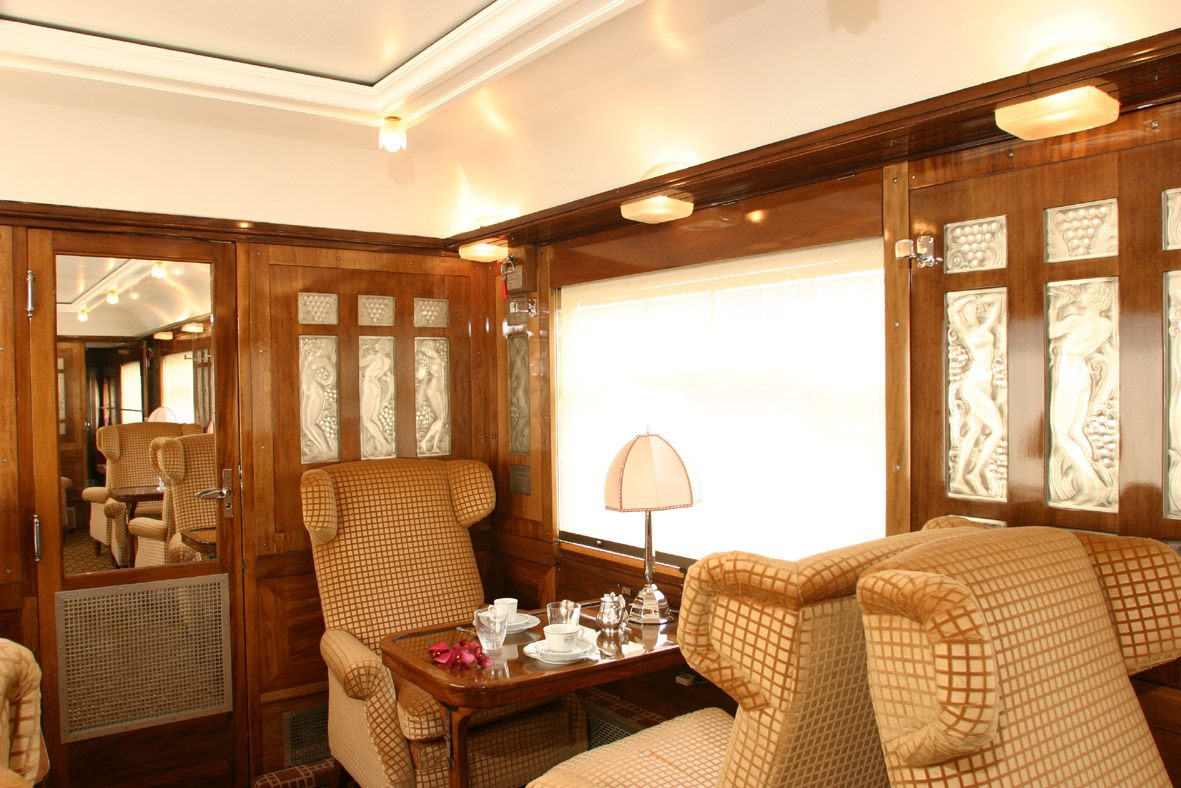
Inneneinrichtung eines Pullmanwagens vom Typ „Flèche d’Or“

Erst 1925 hatte sich die wirtschaftliche Situation in Europa so weit stabilisiert, dass die CIWL ihre ersten reinen Pullmanzüge auf dem Kontinent einführte. Für den ersten Zug zwischen Mailand und Cannes wurden leihweise Wagen der britischen Pullmangesellschaft verwendet. Nachdem sich dieser am 15. Dezember 1925 erstmals eingesetzte Milano-Nizza-Pullman-Express schnell als Erfolg erwies, führte die CIWL bald weitere Pullmanzüge ein. 1926 erhielt auch der bislang mit älteren Salonwagen und Speisewagen verkehrende französische Zugteil des Sud-Express Pullmanwagen. Anlässlich ihres fünfzigjährigen Bestehens etablierte die CIWL schließlich den Flèche d’Or zwischen Paris und Calais als Teil der wichtigen Verbindung nach London. Auf britischer Seite wurde der Golden Arrow als Gegenstück eingeführt, der allerdings bis 1929 noch als Continental Express oder schlicht London Pullman bezeichnet wurde.
In den Folgejahren führte die CIWL in Kontinentaleuropa bis 1933 insgesamt 24 Pullman-Express-Züge ein. Nur ein Teil der Züge konnte sich längerfristig im Fahrplan etablieren, vor allem die ab 1929 einsetzende Weltwirtschaftskrise führte dazu, dass die CIWL einen Teil der Pullmanzüge bereits nach wenigen Fahrplanperioden wieder einstellte. Gemeinsam war allen Zügen der ausschließliche Einsatz von Pullmanwagen mit Großraumcharakter und integrierten Küchen mit Service am Platz. Dabei waren jeweils ein Wagen mit und einer ohne Küche gemeinsam als Couplage eingesetzt. Die meisten Pullmanzüge bestanden aus zwei bis drei Couplagen, es gab allerdings auch kurze Züge aus lediglich einer Couplage. Ein Teil der Züge führte zudem Gepäckwagen. In den Kursbüchern waren die Züge analog zu den Schlafwagenzügen der CIWL in die Zuggattung Luxuszug eingestuft.
Die meisten Pullmanzüge wurden im Binnenverkehr in Frankreich, Italien und Rumänien eingesetzt, wo die CIWL von Paris, Mailand und Bukarest ausgehend verschiedene Pullmanzüge in wichtige Großstädte und Touristenziele einführte. Ein Teil der Pullmanzüge verkehrte als internationale Zugläufe, die außer in den genannten Ländern auch in die Benelux-Staaten und die Schweiz verkehrten. Lediglich ein Zug, der Ostende-Köln-Pullman-Express, verkehrte ins Deutsche Reich. Mit dem Golden Mountain Pullman-Express verkehrte in der Schweiz sogar ein Pullmanzug auf Meterspur. Außerhalb Europas setzte die CIWL in Ägypten mit dem Sunshine-Pullman-Express zwischen Kairo und Luxor ebenfalls für einige Jahre einen Pullmanzug ein. Neben den Pullman-Express-Zügen wurden einzelne Pullmanwagen oder Couplagen auch in normalen Schnellzügen eingesetzt, versuchsweise kamen einzelne Wagen auch in einigen Schlafwagen-Luxuszügen der CIWL zum Einsatz, beispielsweise 1930 im Arlberg-Orient-Express. Den Höhepunkt des Pullmannetzes erreichte die CIWL 1930, als sie insgesamt 200 Pullmanwagen einsetzte. Bereits 1939 war die Anzahl auf 110 gesunken.
Die Deutsche Reichsbahn übernahm das Pullmanprinzip für die Wagen ihres 1928 neu eingeführten Rheingold zwischen Amsterdam bzw. Hoek van Holland und der Schweiz. Bewirtschaftet wurden die Wagen durch die Mitropa. Der Rheingold wurde allerdings nicht in die Zuggattung „Luxuszug“ (L) eingestuft und auch nicht als Pullmanzug bezeichnet. Im Reichsbahn-Kursbuch wurde er als Fernschnellzug (FD) geführt, bis 1936 mit der exklusiv nur für diesen Zug verwendeten Abkürzung FFD.
Nachdem ein Teil der Züge bereits früher aufgrund mangelnder Nachfrage eingestellt werden musste, führte der Beginn des Zweiten Weltkriegs 1939 zu einem abrupten Ende. Alle Pullman-Express-Züge wurden Anfang September 1939 eingestellt, auch in zunächst noch neutralen Staaten wie Rumänien. Die als Einzelwagen darüber hinaus in verschiedenen Schnellzügen eingesetzten Pullmanwagen wurden ebenfalls abgestellt oder für militärische Zwecke, etwa als Befehlswagen, genutzt.

## Nachkriegszeit
Die meisten Pullmanzüge in Westeuropa blieben nach 1945 eingestellt. Lediglich der Sud-Express und der Flèche d’Or kamen zunächst als eigenständige Pullmanzüge wieder in Betrieb. Auch der Étoile du Nord und der Oiseau Bleu zwischen Paris und Amsterdam kamen als Pullmanzüge wieder in Betrieb, wurden aber bald um normale Sitzwagen ergänzt. Weitere Züge wie der Edelweiss wurden zwar ebenfalls wieder eingeführt und erhielten auch einzelne Pullmanwagen, waren aber keine reinen Pullmanzüge mehr. Mit der Einführung der Trans-Europ-Express-Züge 1957 wurden einige dieser Züge in das TEE-Netz übernommen. Vollständig eingestellt blieben die Pullmanzüge in Rumänien. Bis zur Nationalisierung des Schlaf- und Speisewagenbetriebs setzte die CIWL in Rumänien allerdings von 1945 bis 1947 noch einzelne Pullmanwagen in Schnellzügen nach Galați und Constanța ein. Die letzten Pullmanwagen wurden in Frankreich und Italien 1971 aus dem planmäßigen Einsatz zurückgezogen, von der CIWL aber noch einige Jahre für Sonderleistungen verwendet.

## Übersicht der zwischen 1925 und 1939 verkehrenden Pullmanzüge
Die nachfolgend aufgezählten Züge stellten ihren Betrieb mit Beginn des Zweiten Weltkriegs vollständig ein, als Ausnahme wurde der Sud-Express bis zur deutschen Besetzung Frankreichs weitergeführt, allerdings mit normalen Sitzwagen. Nur ein Teil der Züge kam nach 1945 wieder in die Fahrpläne zurück, überwiegend allerdings als normale Schnellzüge, denen einzelne Pullmanwagen beigestellt wurden.
| Zugname                               | Streckenführung                                         | Erste Fahrt        | Einstellung        | Besonderheiten                                                                                         |
| ------------------------------------- | ------------------------------------------------------- | ------------------ | ------------------ | --- |
| Milano–Nizza-Pullman-Express          | Mailand – San Remo – Ventimiglia – Nizza – Cannes       | 15. Dezember 1925  | 30. April 1934     | nur im Winterfahrplan verkehrend                                                                       |
| Milano–Venezia-Pullman-Express        | Mailand – Verona – Venedig                              | 1. Juli 1926       | 1929               | |
| Milano–Montecatini-Pullman-Express    | Mailand – Genua – Montecatini Terme                     | 1. Juli 1926       | September 1929     | |
| Milano–Livorno-Pullman-Express        | Mailand – Genua – Livorno                               | 1. Juli 1926       | September 1929     | |
| Sud-Express                           | Paris – Bordeaux – Irun/Hendaye                         | 22. August 1926    | September 1939     | ab 1939 mit normalen Reisezugwagen, zwischen 1947 und 1971 einzelne Pullmanwagen                       |
| Flèche d’Or                           | Calais – Paris Gare du Nord                             | 11. September 1926 | 1972               | zwischen 1947 und 1950 erneut Pullmanzug, danach mit normalen Reisezugwagen und einzelnen Pullmanwagen |
| Étoile du Nord                        | Paris – Brüssel – Amsterdam                             | 5. Mai 1927        | September 1939     | ab 1946 mit normalen Reisezugwagen und einzelnen Pullmanwagen, ab 1957 als TEE                         |
| Londres–Vichy-Pullman-Express         | Boulogne – Paris – Vichy                                | 14. Mai 1927       | 19. September 1930 | |
| Calais–Bruxelles-Pullman-Express      | Calais – Lille – Brüssel                                | 15. Mai 1927       | 1938               | |
| Torino–Nizza–Cannes-Pullman-Express   | Turin – San Remo –Ventimiglia – Nizza – Cannes          | 1. Juli 1927       | September 1927     | |
| Milano–Ancona-Pullman-Express         | Mailand – Bologna – Ancona                              | 1. Juli 1927       | September 1929     | |
| Deauville-Pullman-Express             | Paris – Trouville – Deauville                           | 9. Juli 1927       | 5. September 1927  | |
| Gotthard-Pullman-Express              | Basel/Zürich – Gotthardbahn – Mailand                   | 1. September 1927  | 3. Oktober 1930    | im Sommer 1930 und 1931 als Gotthard-Oberland-Pullman-Express zwischen Paris und Mailand               |
| Edelweiss                             | Amsterdam – Brüssel – Luxemburg – Basel – Luzern/Zürich | 15. Juni 1928      | September 1939     | ab 1946 mit normalen Reisezugwagen und einzelnen Pullmanwagen, ab 1957 als TEE                         |
| Torino–Milano–Venezia-Pullman-Express | Turin – Mailand – Venedig                               | 1. Juli 1928       | 31. August 1928    | |
| Paris–Côte Belge-Pullman-Express      | Paris – Ostende/Blankenberge/Knokke                     | 1. Juli 1928       | 31. August 1928    | |
| Roma–Napoli-Pullman-Express           | Rom – Neapel                                            | 16. März 1929      | 30. Juni 1929      | |
| Oiseau Bleu                           | Paris – Brüssel – Antwerpen                             | 16. Mai 1929       | September 1939     | Ab 1936 bis/ab Amsterdam, ab 1946 als normaler Schnellzug mit einzelnen Pullmanwagen, ab 1957 als TEE  |
| Andalucia-Pullman-Express             | Sevilla – Bobadilla – Granada/Málaga                    | 27. Juni 1929      | 30. Juni 1930      | Wagen von der CIWL bewirtschaftet, aber im Eigentum der Compañía de los Ferrocarriles Andaluces        |
| Ostende-Köln-Pullman-Express          | Ostende – Brüssel – Lüttich – Köln                      | 1. Juli 1929       | September 1939     | |
| Carpati–Pullman-Express               | Bukarest – Sinaia – Brașov                              | 1. Juli 1929       | 20. September 1931 | |
| Dunarea-Pullman-Express               | Bukarest – Galați                                       | 6. September 1929  | September 1939     | ab 1932 als „Danubiu-Pullman-Express“ bezeichnet                                                       |
| Sunshine-Pullman-Express              | Kairo – Luxor                                           | 1. November 1929   | September 1939     | nur im Winterfahrplan verkehrend                                                                       |
| Côte d’Azur-Pullman-Express           | Paris – Marseille – Nizza – Ventimiglia                 | 10. Dezember 1929  | September 1939     | nur im Winterfahrplan verkehrend                                                                       |
| Golden-Mountain-Pullman-Express       | Montreux – Zweisimmen – Interlaken                      | 15. Juni 1931      | 10. September 1931 | Abschnitt Montreux–Zweisimmen in Meterspur, Zugwechsel in Zweisimmen                                   |
| Fulgur Regele Carol I.                | Bukarest – Constanța                                    | 22. Mai 1933       | September 1939     | |